# Universidad Nacional Autónoma de Huanta
La Universidad Nacional Autónoma de Huanta  (sigla: UNAH) es una universidad pública ubicada en la ciudad de Huanta, Perú. Fue fundada el 28 de enero de 2011 por iniciativa del Estado de la República del Perú. Su campus principal se localiza en la ciudad de Huanta. La UNAH está organizada en 2 facultades que abarcan 5 especialidades.
El 19 de abril de 2017, la Superintendencia Nacional de Educación Superior Universitaria (Sunedu) otorgó la licencia institucional, siendo la segunda universidad pública en obtenerlo.

## Historia
Fue fundada el 28 de enero de 2011, con el objetivo de desarrollar la actividad agrícola, ganadera, ecoturístico y energético de la región de Ayacucho; el congreso de La República del Perú voto por unanimidad con 21 votos el proyecto de ley de creación de la Universidad Nacional Autónoma de Huanta, presentado por el poder ejecutivo.

## Organización

### Facultades
La UNAH cuenta con 5 Escuelas de Formación Profesional, distribuidas en 2 Facultades.
- Facultad de Ingeniería
  - Ingeniería y Gestión Ambiental
  - Ingeniería de Negocios Agronómicos y Forestales
  - Zootecnia
  - Biotecnología
- Facultad de Administración
  - Administración de Turismo Sostenible y Hotelería

## Sedes e infraestructura

### Centros de prestación de servicios
- Centro Docente Materno Infantil
- Laboratorio de Análisis Microbiológico de Alimentos
- Farmacia de Servicios Asistenciales
- Instituto de Idiomas
- Imprenta y Talleres Gráficos
- Taller de Música Ancestral
- Oficina de Transporte (local e interprovincial)
- Laboratorio Fotográfico

## Investigación

### Centros e institutos de investigación
Ambientes donde se realizan prácticas, investigaciones y experiencias diversas, Se hallan ubicados en diferentes lugares, pisos y altitudes.
- Fundo Canrao
- Fundo de Pampalca

## Centro de producción
La universidad cuenta con los siguientes centros de Producción:
- Planta piloto de producción de inoculantes
- Bodega piloto para la producción de vinos y licores
- Planta piloto de jugos de frutas y de conservas
- Taller electromecánico
- Librería universitaria

## Deportes

### Club deportivo
La universidad cuenta con un club deportivo: Club Deportivo de la Universidad Nacional Autónoma de Huanta, cuya gestión recae en el área del bienestar universitario

## Rankings académicos
En los últimos años se ha generalizado el uso de rankings universitarios internacionales para evaluar el desempeño de las universidades a nivel nacional y mundial; siendo estos rankings clasificaciones académicas que ubican a las instituciones de acuerdo a una metodología científica de tipo bibliométrica que incluye criterios objetivos medibles y reproducibles, tomando en cuenta por ejemplo: la reputación académica, la reputación de empleabilidad para los egresantes, la citas de investigación a sus repositorios y su impacto en la web. Del total de 92 universidades licenciadas en Perú, la Universidad Nacional Autónoma de Huanta se ha ubicado regularmente dentro del tercio inferior a nivel nacional en determinados rankings universitarios internacionales.